# Первая Подгородняя
Первая Подгородняя — деревня в Малоархангельском районе Орловской области России. 
Входит в Подгородненское сельское поселение в рамках организации местного самоуправления и в Подгородненский сельсовет в рамках административно-территориального устройства.

## География
Расположена в 2 км от западной границы райцентра, города Малоархангельск, и в 70 км к юго-востоку от центра города Орёл.

## Население
| 2002 | 2010 |
| ---- | ---- |
| 170  | ↗182 |

Согласно результатам переписи 2002 года, в национальной структуре населения русские составляли 96 % от жителей.